# Culcitaceae
Ver Pteridophyta para una introducción a las plantas vasculares sin semilla
Las culcitáceas (nombre científico Culcitaceae), con su único género Culcita, son una familia de helechos del orden Cyatheales, que en la moderna clasificación de Christenhusz et al. 2011 es monofilética.

## Taxonomía
Introducción teórica en Taxonomía
La clasificación más actualizada es la de Christenhusz et al. 2011 (basada en Smith et al. 2006, 2008); que también provee una secuencia lineal de las licofitas y monilofitas.
- Familia 20. Culcitaceae Pic.Serm., Webbia 24: 702 (1970).

1 género (Culcita). Referencia: Sen (1968).

### ClasificaciónsensuSmithet al.2006
Esta familia pertenece a la Clase Polypodiopsida, orden Cyatheales.
Plantae (clado), Viridiplantae, Streptophyta, Streptophytina, Embryophyta, Tracheophyta, Euphyllophyta, Monilophyta
2 especies

## Filogenia
Introducción teórica en Filogenia
Monofilético (Korall et al. 2006). Hermano de Plagiogyriaceae, y no muy emparentado con Calochlaena, con el que Culcita usualmente fue asociado. Esta separación está avalada también por caracteres anatómicos (White y Turner 1988, Schneider 1996a).

## Ecología
De hábito terrestre. Distribuido en las Azores, Madeira, Tenerife, el sudoeste de Europa, y el Neotrópico.

## Caracteres
Con las características de Pteridophyta.
Rizomas postrados o ascendentes, solenostélicos, con pelos articulados.
El corte transversal de los pecíolos muestra un haz vascular con forma de alcantarilla ("gutter-shaped").
Hojas grandes, 4-5 pinadas-pinatifidas, con poco vello. Venas libres, suelen ser bifurcadas ("forked").
Soros hasta 3 mm de ancho, ubicados al final de las venas, con parafisos. El indusio externo apenas diferenciado del tejido de la lámina. El indusio interno notoriamente modificado.
Esporas tetraedro-globosas, con marca trilete.
Número de cromosomas: x = 66.